# Урхнища
Урхнища или Урхниша (дарг. Урхьниша) — село Дахадаевского района Дагестана. Входит в Ураринский сельсовет.

## География
Село находится на высоте 1758 м над уровнем моря. Ближайшие населённые пункты: Дуакар, Куркимахи, Гузбая, Сутбук, Какаци, Мукракари, Туракаримахи, Туракаримахи, Уркутамахи-1, Уркутамахи-2.

## Население
| 1895 | 1926 | 1939 | 1970 | 1989 | 2002 | 2010 |
| ---- | ---- | ---- | ---- | ---- | ---- | ---- |
| 143  | ↗156 | ↘114 | ↗172 | ↗232 | ↗285 | ↗290 |
| 2021 |      |      |      |      |      |      |
| ↘205 |      |      |      |      |      |      |